# John Rambo
John James Rambo (ur. 6 lipca 1947) − fikcyjna postać, bohater filmów akcji z serii Rambo oraz cyklu powieści Davida Morrella.

## Życiorys
John James Rambo urodził się 6 lipca 1947 roku w Bowie w stanie Arizona. Niewiele wiadomo jest na temat dzieciństwa Rambo. Jego matka, Marie Dragoo, to Amerykanka pochodzenia Navajo, natomiast ojciec, R. Rambo, jest Niemcem. Rambo kończy Rangeford High School w 1965 roku, by w styczniu następnego roku wstąpić do wojsk lądowych Stanów Zjednoczonych. Bohater zostaje wysłany do Wietnamu we wrześniu 1966 roku. Powraca do Ameryki w roku 1967 i rozpoczyna szkolenie w Zielonych Beretach w Forcie Bragg. Pod koniec lat sześćdziesiątych żołnierz zostaje ponownie wysłany do Wietnamu. W listopadzie 1971 roku zostaje schwytany przez armię północnowietnamską niedaleko granicy chińsko-wietnamskiej. W obozie dla jeńców wojennych Rambo pada ofiarą brutalnych tortur, podobnie jak inni przetrzymywani tam żołnierze. Udaje mu się uciec z obozu w maju 1972 roku. 17 września 1974 roku dowództwo zwalnia komandosa ze służby w wojsku. Po powrocie do rodzimego kraju, Rambo zauważa, że wielu amerykańskich cywili odczuwa niechęć do powracających żołnierzy; sam staje się obiektem kpin i poniżeń. W 1982 roku popada w konflikt z Gwardią Narodową, za co trafia do więzienia. Trzy lata później zaproponowana zostaje mu misja zdobycia informacji o wietnamskim obozie, w którym prawdopodobnie nadal przebywają amerykańscy jeńcy wojenni, w zamian za co żołnierz miałby odzyskać wolność. W trakcie akcji Rambo postanawia, że nie wykona rozkazów i odbije jeńców. Niefortunnie Rambo ponownie trafia do obozu dla schwytanych, gdzie jest poddawany surowym torturom, jednak udaje mu się z niego zbiec i powrócić do ojczyzny z amerykańskimi wojskowymi. Rambo znajduje schronienie w Tajlandii, lecz i tam nie dane jest mu doznać należytego spokoju. Dowiedziawszy się o uprowadzeniu byłego dowódcy, pułkownika Trautmana, decyduje się pospieszyć mu z odsieczą do Afganistanu.
Po dwudziestu latach John Rambo prowadzi spokojne życie w okolicach Bangkoku, gdzie zarabia łapiąc węże, łowiąc ryby i naprawiając łodzie. Pewnego dnia grupa chrześcijańskich misjonarzy zwraca się do niego z prośbą o przewiezienie ich do Birmy. Rambo, po namowach doktora Michaela Burnetta, zgadza się i transportuje ich. Wkrótce po dotarciu na miejsce misjonarze wpadają w ręce zbuntowanych żołnierzy pod wodzą sadystycznego majora Pa Tee Tint. John, na wieść o porwaniu, decyduje się uwolnić misjonarzy i tym samym zaryzykować życie w jednej z najniebezpieczniejszych misji, jakie zdarzyło mu się wykonać.
Bohater wraz z grupą najemników odbija misjonarzy i wraca do swojego ojca, do Stanów Zjednoczonych.

## Obecność w kulturze masowej
Amerykański Instytut Filmowy (AFI) nominował Johna Rambo do pojawienia się w rankingu pt. AFI 100 Lat... Bohaterowie i złoczyńcy.
Postać wykreowana przez Stallone'a posłużyła za inspirację dla stworzenia bohaterów innych filmów akcji: Michaela Ransoma z filmów Strike Commando (1987) i Strike Commando 2 (1988), Andrew Pierce'a z When Eagles Strike (2003), agenta Kiriłła Mazura z Polowania na Piranię (2006) czy Yousefa Rambu z Second Blood (2016).